# Tosiwo Nakayama
Pour les articles homonymes, voir Nakayama (homonymie).
Tosiwo Nakayama, né le 23 novembre 1931 sur l'île de Piherarh dans l'atoll de Namonuito dans l'actuel État de Chuuk aux États fédérés de Micronésie), d'origine japonaise, et mort le 29 mars 2007 à Honolulu à Hawaï aux États-Unis, est un homme d'État de l'Océanie, premier président des États fédérés de Micronésie, à compter du 11 mai 1979 jusqu'au 11 mai 1987. Il était auparavant président du Congrès du Territoire sous tutelle des îles du Pacifique et auparavant sénateur dans ce même congrès (floor leader depuis avril 1971). L'indépendance des États fédérés est intervenue pendant sa présidence.

## Enfance et éducation

### Origines
Tosiwo Nakayama est né le 23 novembre 1931 sur l'île de Piherarh dans l'atoll de Namonuito dans l'actuel État de Chuuk aux États fédérés de Micronésie. Son père, né le 29 octobre 1898, a grandi dans la ville portuaire de Yokohama. Tout d'abord employé par une première compagnie japonaise à Guam, dans ce qui est alors le Mandat des îles du Pacifique, il devient commerçant en coprah pour la Nanyo Kohatsu Kabushiki Kaisha à Tonowas dans l'État de Chuuk à l'âge de dix-sept ans. Il se marie, dans le cadre d'un mariage arrangé, avec Rosania, née dans l'atoll de Namonuito, adoptée par la sœur de sa mère. Cette sœur est la femme sénior du clan Pike d'Onoun, dans l'atoll de Namonuito, pour lequel la charge de chef suit une filiation matrilinéaire.

### Formation
En 1937, son père est transféré à Lukunor où la famille tisse des relations qui se révèleront importantes dans la future carrière politique de Tosiwo Nakayama. Ce dernier devient un très bon ami de Raymond Setik. Trois ans plus tard, la famille revient à Tonowas, un important centre administratif et une base militaire, où le père assure la direction du magasin de sa compagnie. Leur vie y est confortable. En avril 1944, Tonowas est bombardée par les Américains. De nombreux Chuukois et Japonais, dont la famille Nakayama, se réfugient à Tol. Ils sont renvoyés à Tonowas après la capitulation des forces japonaises. De là, son père ainsi que l'ensemble des Japonais sont renvoyés de force au Japon par les Américains entre fin 1945 et fin 1946. Après être un temps revenus à Tol, où ils sont à butte à la montée d'un ressentiment anti-japonais, Rosania et ses six enfants parviennent à revenir à Onoun en 1947 grâce à l'assistance du chef de Tol.
La même année, bien qu'analphabète, il se porte volontaire lors du passage de recruteurs pour intégrer la Truk Intermediate School à Weno, école établie par les nouvelles autorités du Territoire sous tutelle des îles du Pacifique. Il y retrouve Raymond Setik. Il y suit des cours d'anglais, de mathématiques, de géographie et de sciences sociales et pense devenir instituteur à Onoun comme il l'a promis au chef Raatior, son oncle. En 1948, Napoleon DeFang, un ami proche de sa famille, lui propose de travailler pour l'anthropologue Thomas Gladwin au Bureau des affaires insulaires, pour un salaire de 30 $ mensuel. Libéré de ses obligations par Raatior, il œuvre jusqu'en 1951. Malheureux de sa relation avec le scientifique, il démissionne pour étudier la navigation avec Raatior mais apprend sa mort arrivé à Onoun.
En 1951, avec l'appui de Napoleon DeFang et profitant d'un désistement, il intègre la Pacific Islands Central School où il excelle et se classe premier de sa promotion en 1953. Il vit durant cette période de petits boulots sur le campus. Il retourne en mai au Bureau des affaires insulaires où il est chargé du recouvrement de taxes et impôts, de la dévolution des fonds perçus, et de l'aide à l'établissement de gouvernements et courts de justice municipaux.
Il obtient en 1955 une bourse d'études du Territoire sous tutelle des îles du Pacifique qui lui permet d'intégrer jusqu'en 1957 le campus Mānoa de l'Université d'Hawaï. Il y retrouve les paluans Alfonso Oiterong, Lazarus Salii, Thomas Remengesau, Kuniwo Nakamura, Roman Tmetuchl, les yapais Petrus Tun et John Mangefel, les chuukais Nick Bossy et Gideon Doone, les pohnpeiens Bailey Olter, Leo Falcam et Bethwel Henry. Les débuts sont difficiles. Son niveau d'anglais ne lui permet pas d'atteindre les honneurs. 

## Promoteur de l'indépendance

### Ascension politique
À son retour en 1958 dans le district de Truk — renommé plus tard Chuuk —, il devient superviseur de l'éducation des adultes et également, très rapidement, conseiller politique et économique auprès de l'administrateur du district. Il travaille étroitement avec le tout nouveau Congrès du district de Truk et les municipalités,. Il aide à traduire un manuel sur les procédures parlementaires de l'anglais vers le chuuk et participe à la parution d'un journal hebdomadaire.
Tosiwo Nakayama entre rapidement en politique. Il est très rapidement convaincu que seuls les micronésiens sont capables de gouverner efficacement leurs îles. Il promeut donc l'autonomie, tant au niveau local qu'au niveau des territoires fiduciaires. Il affirme plus tard ne pas avoir eu de plan de carrière politique. 
De 1958 à 1961, il est élu représentant d'Onoun au Congrès du district de Truk et en est le président à partir de novembre 1960. En juin 1961, Nakayama est nommé conseiller micronésien auprès de la délégation des États-Unis au Conseil de tutelle des Nations unies à New York. Malgré les demandes américaines de tempérer ses critiques sur le gouvernement du Territoire, il y promeut l'accélération de l'accès à l'autonomie gouvernementale. Son attitude pourrait avoir eu un impact sur la ligne de conduite adoptée par le Conseil de Micronésie dès sa première session en septembre 1961, à laquelle assiste d'ailleurs Tosiwo Nakayama en tant qu'observateur ayant droit de parole et où il renouvèle son message.
Il est élu en tant que délégué de Chuuk au Conseil de Micronésie en 1962 et y reste jusqu'en 1963. Il est membre du Comité de rédaction législative, dans lequel il joue un rôle majeur, chargé d'écrire des recommandations sur un futur corps législatif. Il soutient une proposition de système monocaméral, exposant que la distance entre les îles rend difficile et coûteux les déplacements et qu'il existe peu de candidats qualifiés pour candidater à une élection. Une proposition concurrente proposant un système bicaméral permettant de minorer le poids des districts les plus populeux est choisie par le Conseil. L'avis du Chuukois est suivi quant à la durée différente des mandats entre les deux chambres. L'administration américaine accepte le principe mais accorde très peu de possibilités d'actions à ce Congrès de Micronésie.

### Rencontre avec Miter Haruo et retrouvailles avec son père
En 1958, à Guam, Tosiwo Nakayama rencontre Miter Haruo, née le 8 août 1938 à Weno dans l'État de Chuuk. Elle appartient à l'un des plus éminents clans de Weno, le clan Sópwunupi. Diplômée en soins infirmiers à Guam en 1957, elle travaille dans l'hôpital de district de Truk. Tosiwo Nakayama et Miter Haruo sont en territoire américain pour assister à des conférences différentes. Le 5 mai 1960, ils se marient civilement puis s'unissent religieusement dans une église de Weno le 10 septembre 1963. Ils ont ensemble douze enfants. Miter Nakayama est l'une des deux premières femmes à être élue au Congrès du district de Truk où elle sert pendant un mandat. Elle joue également un rôle important dans les revendications territoriales et les droits relatifs aux ressources en mer de son clan.
En juin 1961, après son intervention devant le Conseil de tutelle des Nations unies à New York, Tosiwo Nakayama prend un avion pour Tokyo où il parvient à retrouver son père Masami. Celui-ci revient dans la maison familiale à Weno en 1972, peu de temps avant la mort de son ex-femme Rosania, le 15 août, qui s'était remariée. Masami Nakayama meurt 16 août 1979 et est enterré à l'extérieur de la maison.

### Réseau relationnel
Tosiwo Nakayama bâtit tout d'abord sa carrière politique en réussissant à dépasser les préjugés des habitants des îles Truk envers ceux des îles plus à l'ouest, d'où il est originaire. Il s'appuie pour cela sur un réseau de relations personnelles établi par son père du temps de l'occupation japonaise, qu'il cultive et renforce, et qui se traduit par un soutien politique très important. La famille de son père comprend des membres depuis Namonuito jusqu'aux îles Yap. Ce lien avec Yap lui fournit un appui à des moments critiques de sa carrière. Il est aussi par son père membre d'un groupe d'hommes nés de pères japonais et de mères chuukoises, avec lesquels il a su s'associer, qui joue un grand rôle pendant la période de l'administration américaine. Connus pour leur énergie, leur conduite, et leur capacité entrepreneuriale, ils sont souvent appelés à servir de représentants ou d'intermédiaires dans les questions de gouvernance ou d'économie avec le gouvernement du Territoire sous tutelle. Un autre atout décisif est son mariage avec Mitre Haruo, membre du clan Sopwunipi qui domine l'île stratégique de Weno, très peuplée. Tosiwo Nakayama sait également s'entourer de personnes partageant ses convictions : Andohn Amaraich, considéré par certains, plus que Nakayama, comme le visionnaire et l'architecte de ce qui est devenu les États fédérés de Micronésie ; Bethwel Henry, tacticien qui a négocié beaucoup de compromis qui ont rendu possible l'émergence du pays.

### Sénateur du Congrès de Micronésie

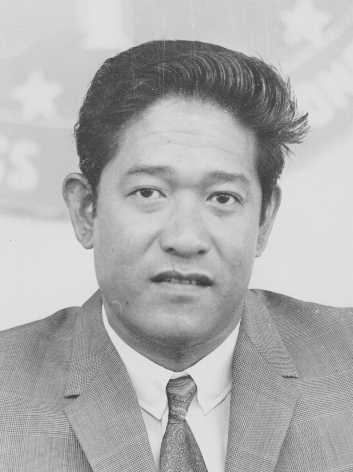
Tosiwo Nakayama, sénateur de l’État de Yap au Congrès de Micronésie en 1970.

Au début de l'année 1965, Tosiwo Nakayama devient sénateur "At-Large" pour un mandat de quatre ans au tout nouveau Congrès de Micronésie et est élu président du Sénat. Sa bonne connaissance des procédures parlementaires est d'une grande utilité dans une assemblée balbutiante à ses débuts. Il n'hésite pas à s'opposer à des projets de loi qu'il juge juridiquement ou structurellement défectueux. 
Tosiwo Nakayama perd son siège de président du sénat en 1967, n'ayant pas candidaté, afin de poursuivre de 1967 à 1969 des études à l'Université d'Hawaï. Il dépose avant son départ, durant la session de l'été 1967, plusieurs résolutions et projets de lois en faveur de l'auto-gouvernance et du développement à long terme, dont un texte créant des conseils fonciers dans chaque district pour faciliter la restitution des terres publiques confisquées durant les périodes coloniales allemandes et japonaises. Largement adoptée, elle ne peut entrer en application, le Haut-commissaire apposant son veto. En 1966, le Congrès de Micronésie vote une résolution demandant au président américain Lyndon Johnson de créer une commission chargée d'étudier les alternatives politiques pour la Micronésie. En l'absence de réponse, le Congrès crée sa propre commission et Tosiwo Nakayama est choisi pour l'intégrer. En dépit de ses études, il participe activement aux travaux de la commission qui, en 1969, promeut une relation de libre association avec les États-Unis. Tosiwo Nakayama reste partisan de l'indépendance si cette option échoue. 
De retour au sénat en 1969, après avoir été réélu, il refuse le poste de président et soutient pour celui-ci Amata Kabua. Il accepte d'être floor leader. 

## Acteur de l'indépendance

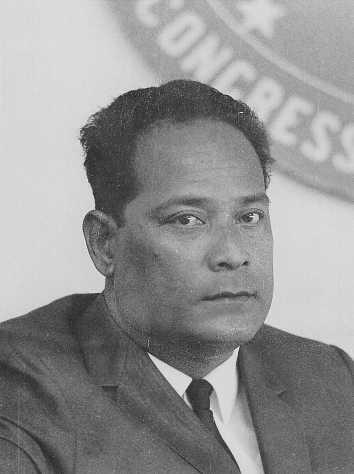
Andon Amaraich, sénateur de l’État de Chhuk au Congrès de Micronésie en 1970.

En 1972, il succède à Amata Kabua des îles Marshall. Amata Kabua est défait, entre autres, en raison de son management des affaires du Sénat, de son appui à une plus forte redistribution des taxes pour les îles Marshalls et à une séparation de celles-ci du reste du Territoire sous tutelle. Tosiwo Nakayama plaide pour une autogouvernance des Micronésiens dans une seule entité. Il rejette l'idée d'une Micronésie multi-culturelle, ne voyant dans les langues que la seule différence entre les populations, laquelle est aisément surmontable par l'emploi de l'anglais comme langue nationale. Le développement de l'économie par les Micronésiens eux-mêmes doit permettre le développement de cette identité.  Il est aidé dans son action depuis les années 1960 par son ami Andon Amaraich qui, malheureusement, perd son siège en 1974 dans une élection entachée d'irrégularités et de fraude. Andon Amaraich continue cependant à travailler pour le congrès.
Dans les années 1960 et 1970, les délégués chuukois du Congrès de Micronésie, pointant le retard de leur district, sont très critiques envers l'administration américaine et, bien que très divisés politiquement, farouchement favorables à l'indépendance. Il apparaît plus tard que ce prétendu retard est le résultat de la corruption. Rejetant les critiques extérieures, Nakayama croit que les différences entre les Micronésiens sont exagérées par des étrangers dont les intérêts, les préjugés et les visions du monde sont servis par la présomption de divisions. Il imagine que la région de Micronésie n'est pas une construction coloniale mais culturelle : que l'indépendance amènerait, comme il aimait à le raconter, à la reconstitution par ceux qui croyaient en elle d'une divinité de l'océan autrefois démembrée.
Tosiwo Nakayama est adepte du consensus, des conversations privées et des petites réunions, calme même lorsqu'il est en colère. Avec beaucoup de sang-froid, il répond en 1975 à des menaces de mort proférées à son encontre par le député Kalisto Refalopei de la région de Faichuk en allant le rencontrer à Tol.
Tosiwo Nakayama reste président jusqu'en 1979, date de la dissolution du Congrès. Il prend rarement la parole sur des questions clés touchant la politique ou la législation, se borne aux questions de procédure et laisse les discours plus publics aux autres. Il est membre de nombreux conseils et comités du district de Truk, notamment dans le domaine de l'éducation,,. En 1975, Tosiwo Nakayama est choisi comme président de la Convention constitutionnelle micronésienne qui se tient à Saipan dans les îles Mariannes du Nord.

### Convention constitutionnelle de 1975
Tosiwo Nakayama a un rôle important dans le montage du Traité de libre-association, en contradiction avec son ambition première d'indépendance totale, car elle est à ce moment la meilleure chose qu'il peut obtenir. Son leadership et sa diplomatie ont largement contribué à l'aboutissement des négociations politiques complexes et sensibles — notamment entre John Ngiraked des Palaos et Leo Falcam de Pohnpei — ayant permis l'élaboration d'un projet de constitution nationale pour les différents districts micronésiens recherchant l'autonomie politique,,. Tous les délégués de la convention de 1975 savent, cependant, que l'ensemble des districts micronésiens ne rejoindront pas les États fédérés de Micronésie en construction. En effet, les Îles Mariannes du Nord, les îles Marshalls et les Palaos entament rapidement des négociations séparées. Malgré cette division, une campagne de ratification de la constitution est enclenchée. Nakayama assure que les ressources des mers environnantes peuvent facilement fournir les revenus nécessaires pour soutenir un gouvernement unifié.
Les États fédérés de Micronésie voient le jour en 1978 avec les districts de Chuuk, Kosrae, Pohnpei et Yap. Ces mêmes quatre États approuvent ensuite le projet de pacte de libre association lors d'un référendum en 1983.

## Premier président des États fédérés de Micronésie
En mai 1979, le Congrès de Micronésie est remplacé par le Congrès des États fédérés de Micronésie, agissant pour la première fois dans le cadre de la constitution nouvellement élaborée. Ses membres élisent à l'unanimité Tosiwo Nakayama comme premier président des États fédérés de Micronésie. Il prend ses fonctions le 15 du mois. Au cours de son premier mandat de quatre ans, Nakayama se concentre sur les questions de transition — les négociations avec le gouvernement du Territoire sous tutelle sont complexes —, la construction de la nation, le développement économique et la répartition du pouvoir et des responsabilités entre le gouvernement national et les quatre gouvernements des États,,,. Ce dernier thème est le sujet de débats intenses et de dures confrontations politiques. Le président a ainsi dû surmonter de fortes difficultés pour établir la capitale dans l'État de Pohnpei, lequel ne lui en a pas toujours été reconnaissant, et rassurer les petits États de Kosrae et Yap, inquiets de la domination possible de Chuuk, plus peuplé, et dont la population est mal vue par les autres peuples micronésiens.
Tosiwo Nakayama est réélu en mai 1983 et travaille jusqu'en mai 1987 à établir la crédibilité régionale et internationale du pays. La constitution ne lui permet pas de faire un troisième mandat,,. Ses compétences de médiation sont parfois requises dans le règlement de crises personnelles et ethniques telles que le poignardage d'un Pohnpeien par des jeunes Chuukais en 1983 sur l'île de Pohnpei. En 1986, il doit gérer une crise menaçant le très fragile équilibre des pouvoirs entre les quatre états existants : la région de Faichuk exprime en effet le souhait à l'autodétermination. Leo Falcam promet que le sang coulerait dans les rues de Pohnpei si cette région était reconnue comme un nouvel état des États fédérés de Micronésie. En 1986, à la suite de la ratification du Traité de libre-association par le Congrès des États-Unis — son examen a duré sept ans —, les États fédérés de Micronésie deviennent indépendants,.
La carrière politique de Nakayama est exempte de controverse ou de scandale mais il n'en a pas été de même des membres de sa famille. Au début des années 1980, son beau-frère est destitué de son poste de gouverneur de l'État de Chuuk pour mauvaise utilisation des fonds publics. Plus tard, une de ses filles et son mari sont également inculpés pour détournement de fonds publics dans le cadre d'une enquête plus large sur la fraude et la corruption dans l'État de Chuuk menée par le bureau du procureur général.

## Reconversion dans la finance et fin de vie
En octobre 1987 et jusqu'en décembre 2003, Tosiwo Nakayama est vice-président aux affaires gouvernementales dans la succursale de Chuuk de la Banque de Guam,. 
La santé de Tosiwo Nakayama décline à partir de 1992 avec un premier accident vasculaire cérébral dont il se rétablit bien. En 1998, il subit un quintuple pontage aorto-coronarien. Quelque temps plus tard, une chirurgie au laser sur un de ses yeux le laisse partiellement aveugle. Durant l'été 2005, un stimulateur cardiaque lui est implanté mais trois jours plus tard, il a un nouvel accident vasculaire cérébral qui le laisse paralysé et incapable de parler bien que complètement conscient. Il vit alors à Waipahu sur l'île de Oahu, dans l'État d'Hawaï, entouré de membres de sa famille élargie résidents sur l'île. L'universitaire David Hanlon, futur auteur d'une biographie du président, s'insurge contre le désintérêt des États-Unis vis-à-vis de la situation de l'ancien chef d'État. Il suggère que le malade subit le résultat d'une mauvaise considération des hawaïens envers les micronésiens perçus comme insignifiants historiquement et historiographiquement : « Tosiwo Nakayama, alors, meurt en tant que « micro » homme dont les contributions à la fondation des États fédérés de Micronésie ne lui permettent pas d'échapper au regard dépréciateur, encore colonisateur envers les gens des petites îles éloignées à l'ouest d'Hawaï ». 
Le Congrès des États fédérés de Micronésie vote en 2006 une loi, promulguée en juillet par le président Joseph Urusemal, permettant l'allocation d'une aide financière pour couvrir les frais médicaux de l'ancien président. Il est admis au Hawaii Medical Center West à Honolulu, à Hawaï, en février 2007. Il y meurt le 29 mars 2007 à 75 ans,,,.

## Hommages
À sa mort, un communiqué gouvernemental loue sa profonde humilité, ainsi que son engagement et ses conseils dans le processus d'indépendance. Il y est décrit comme « l'un des pères fondateurs de la nation, hautement vénéré et profondément respecté ». Tadao Sigrah, consul général des États fédérés de Micronésie à Honolulu et ancien membre du gouvernement du président Nakayama, le perçoit également comme l'un des Pères fondateurs et un vrai chef. Il déclare que les micronésiens le considèrent comme leur George Washington,. Ieske Iehsi, membre du gouvernement qui amena à l'indépendance, très admiratif, dit de lui qu'il était un homme d’État comme il n'en a jamais vu, très humble et pourtant un grand chef. Il juge que l'homme était une institution en soi. Dans l'esprit des micronésiens, sa plus grande réussite a été sa détermination inébranlable à amener les États fédérés de Micronésie à l’auto-gouvernement en dépit de toutes les difficultés.
Une cérémonie d'hommage a lieu le 23 novembre 2010 à la Cour suprême nationale de Chuuk au cours de laquelle est dévoilée un timbre à son effigie. Il est à nouveau fait mention de son apport important au processus d'indépendance et à la négociation d'un traité de libre-association avec les États-Unis.